# Ad den Besten

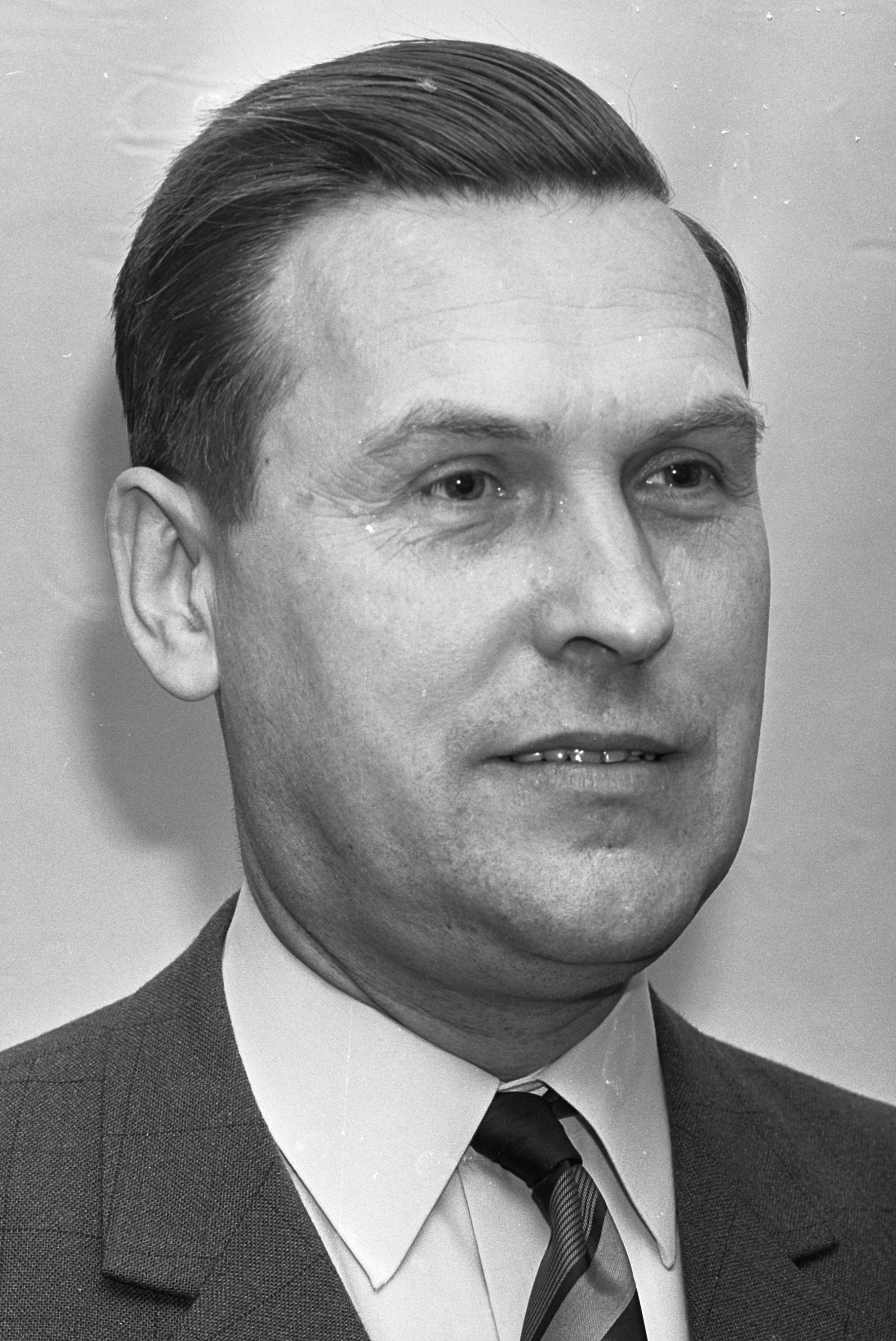
Ad den Besten (1968)

Ad den Besten (eigentlich Adrianus Cornelis den Besten; * 11. März 1923 in Utrecht; † 31. März 2015 in Amstelveen) war ein niederländischer Germanist, Essayist, Kirchenlieddichter und Übersetzer.

## Leben
Ad den Besten studierte Evangelische Theologie und Deutsche Sprache. Nach einer Verlagstätigkeit erhielt er einen Lehrauftrag für Germanistik an der Universität Amsterdam. Er promovierte 1983 mit einer Untersuchung über das Wilhelmus, die niederländische Nationalhymne.
Zusammen mit mehreren Weggefährten bemühte sich den Besten seit den Nachkriegsjahren um eine Erneuerung des niederländischen reformierten Kirchengesangs. Er verfasste eigene Texte und Nachdichtungen deutscher Lieder sowie eine Neufassung des niederländischen Reimpsalters. Das Liedboek voor de Kerken („Liederbuch für die Kirchen“, 1973) und dessen Nachfolgebuch Liedboek – Zingen en bidden in huis en kerk („Liederbuch – Singen und beten in Haus und Kirche“, 2013) enthalten zahlreiche Texte von ihm. Sein Jezus die langs het water liep wurde in der Übertragung Jesus, der zu den Fischern lief von Jürgen Henkys auch im deutschen Sprachraum bekannt. Er schrieb auch Essays zu poetischen und interlinguistischen Themen.